# Achondrit
Achondrite (von altgriechisch ἄ- á-, deutsch ‚un-, ent-, -los‘, und χόνδρος chóndros, deutsch ‚Graupe, Korn, kleine rundliche Masse‘) sind Steinmeteorite, die im Gegensatz zu den viel häufigeren Chondriten keine oder nur noch wenige Chondren enthalten. Anhand von Element- und Isotopenverhältnissen werden Achondrite in Gruppen eingeteilt. Unterschieden werden primitive Achondrite, die sich von Chondriten nur in der Textur unterscheiden und Reste von Chondren enthalten können, und differenzierte Steinmeteorite, die an Eisen und in Eisen löslichen Elementen verarmt sind. Sie wurden aus der Kruste oder dem Mantel größerer Mutterkörper herausgeschlagen, die sich bei ihrer Entstehung in einen Eisenkern und Mantel differenziert haben. Drei Gruppen, die zusammen etwa zwei Drittel der Achondrite ausmachen, stammen wahrscheinlich vom Asteroiden (4) Vesta, einige vom Mond und vom Mars, andere konnten bisher nicht zugeordnet werden.
Der magmatische Ursprung der Achondrite wurde zuerst durch den Berliner Mineralogie-Professor Gustav Rose erkannt.

## Aussehen
Achondrite sind (von der dunklen Kruste abgesehen) oft grau bis weiß gefärbt und bestehen aus magmatischem Gestein, das sich in erster Linie aus den Silikat-Mineralien Olivin, Pyroxen und Plagioklas zusammensetzt. Achondrite haben fast immer einen wesentlich niedrigeren Gehalt an Nickeleisen als Chondrite. Es gibt aber auch Achondrite, die bis zu 80 Vol.-% Nickeleisen enthalten.

## Klassifizierung
Man unterscheidet die folgenden Unterklassen.

### HED-Gruppe

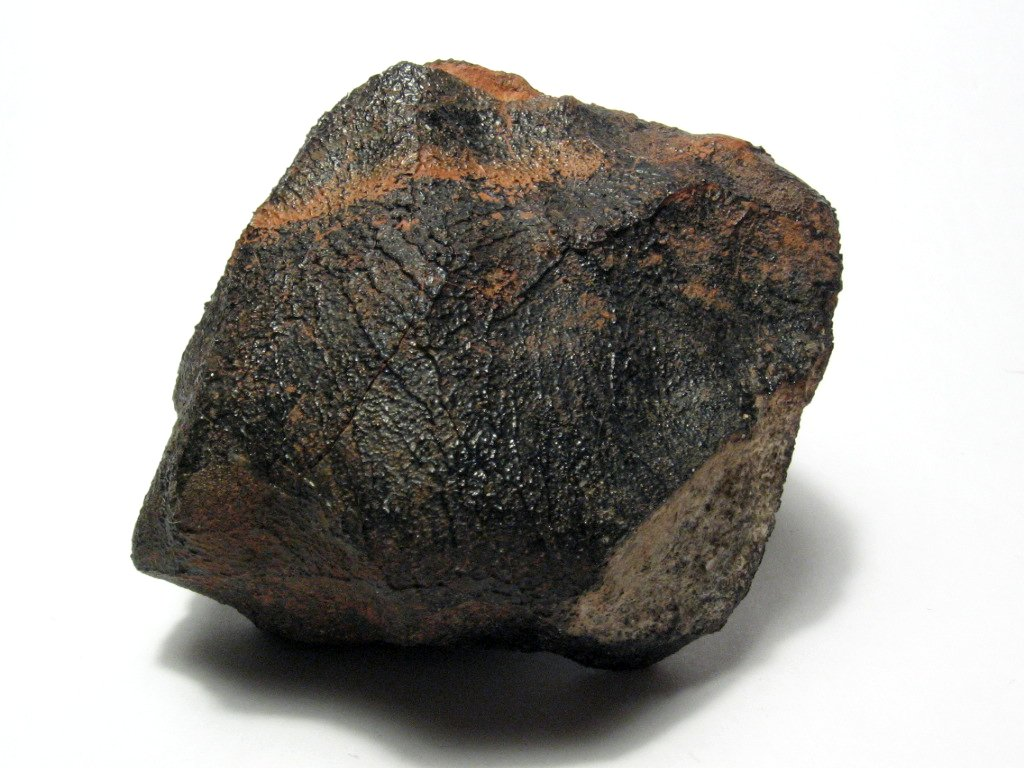
Ein Einzelstück des Eukriten des Millbillillie-Meteoriten.

Die Steinmeteorite der HED-Gruppe sind die häufigste Gruppe, als Ursprung wird der Asteroid (4) Vesta angenommen, weil die Reflexionsspektren dieser Gruppe und das von Vesta einander sehr ähnlich sind.
1. Howardite: Eine durch Zusammenstöße von Himmelskörpern erzeugte Mischung aus etwas chondritischem Material mit Eukriten und Diogeniten (s. u.). Howardite sind Regolithe (Böden auf der Oberfläche von planetaren Körpern), die durch kosmische Strahlung erzeugte Verschiebungen im Isotopenverhältnis vieler Elemente aufweisen.
2. Eukrite: Diese aus Pyroxen und Plagioklas bestehenden Basalte bilden die häufigste Gruppe und entstehen durch Schmelze und Differenzierung aus Chondriten.[4] Bekanntester Vertreter ist der Millbillillie-Meteorit aus Western Australia in Australien.
3. Diogenite: Sie bilden sich, wenn eine Basaltschmelze in unterirdischen Magmakammern langsam abkühlt, so dass kleine Pyroxen-Kristalle wachsen können. Der Name ist eine Reverenz an Diogenes von Apollonia, der als Erster eine außerirdische Herkunft der Meteoriten annahm. Ein bekannter Vertreter ist der Meteorit von Tatahouine, Tunesien.

Alle bisher untersuchten Diogenite haben ein Bestrahlungsalter von 22 oder 36 Millionen Jahren, d. h. zu diesen beiden Zeitpunkten müssen sie durch eine Kollision von einem Mutterkörper abgesprengt worden sein. Als Mutterkörper wird der Asteroid (237442) 1999 TA10 diskutiert, der selbst aus dem Mantel von (4) Vesta stammen dürfte.

### SNC-Gruppe
Sie müssen von einem relativ großen Körper stammen, sehr wahrscheinlich vom Mars.
1. Shergottite: Shergottite (nach dem Ort Shergotty, Indien bzw. dem Shergotty-Meteoriten) repräsentieren die häufigste Gruppe der auf der Erde gefundenen Marsmeteorite. Sie bestehen aus basaltischem, vulkanischem Ergussgestein und Tiefengestein. Ein charakteristisches Merkmal ist die Umwandlung des Feldspats in glasförmigen Maskelynit durch Schockeinwirkung, wahrscheinlich bei der Ablösung von ihrem Mutterkörper.
2. Nakhlite: Nakhlite (nach dem Ort Nachla, Ägypten bzw. dem Nakhla-Meteoriten) sind aus einem feinkörnigen, grünlich braunen Material zusammengesetzt. Sie enthalten seltene Minerale, die nur in der Anwesenheit von flüssigem Wasser entstehen konnten. Analysen haben ergeben, dass diese Minerale auf dem Planeten Mars entstanden sein müssen.[8] Dies weist darauf hin, dass auf der Oberfläche des Planeten vor etwa 1,5 Milliarden Jahren flüssiges Wasser vorhanden war.
3. Chassignite: Die Chassignite (nach dem Ort Chassigny, Frankreich) bestehen überwiegend aus olivinreichem Tiefengestein. Sie enthalten ebenfalls Minerale, die nur in Anwesenheit von Wasser entstehen konnten. Es handelt sich um eine sehr seltene Klasse von Meteoriten, die nur aus zwei Vertretern besteht: dem Namensgeber und NWA 2737.
4. Orthopyroxenite: Bislang ist nur ein Vertreter dieser Gruppe bekannt, der Meteorit ALH 84001, der im ewigen Eis der Antarktis gefunden wurde. Im Unterschied zu den anderen Marsmeteoriten besteht er nahezu ausschließlich aus dem Mineral Orthopyroxen. Er weist zudem ein wesentlich höheres Alter auf. Besonders bekannt wurde dieser Meteorit durch mikroskopische Einschlüsse, die Strukturen aufweisen, die an fossile Bakterien erinnern. Nach wie vor wird kontrovers diskutiert, ob diese Strukturen Spuren von primitiven Marslebewesen darstellen oder durch rein chemische Prozesse entstanden sind.

### Angrite
Die Angrite (benannt nach dem Fundort Angra dos Reis, Brasilien) sind differenzierte Achondrite, die aus Pyroxen, Olivin und Plagioklas bestehen. Anders als bei den Chondriten und primitiven Achondriten liegen diese Minerale in Formen vor, die auf eine magmatische Entstehung hinweisen. Sie enthalten häufig Einschlüsse, die als erstarrte Gasblasen gedeutet werden. Von ihrer Struktur und chemischen Zusammensetzung ähneln sie den irdischen Basalten. Die Herkunft der Angrite ist bislang ungeklärt. Offensichtlich stammen sie von einem eigenen Ursprungskörper ab, der noch nicht identifiziert werden konnte.

### Aubrite
Die Aubrite (nach dem Fundort Aubres, Frankreich) enthalten das magnesiumreiche Mineral Enstatit. Darüber hinaus kommen unterschiedliche Anteile an reduziertem Nickel-Eisen, das Eisensulfid Troilit, das Silikat Olivin sowie seltene Minerale vor, die auf eine magmatische Entstehung schließen lassen. Beim Vergleich der Reflexionsspektren von Asteroiden wurde eine Übereinstimmung mit dem Asteroiden Nysa festgestellt. Möglicherweise stammen die Aubrite von diesem Himmelskörper.
Auch die „Meteorite aus dem Streufeld des Asteroiden 2024 BX1, der am 21. Januar 2024 nordwestlich von Berlin nahe Ribbeck die Atmosphäre durchschlug“, haben nach den Ergebnissen von Untersuchungen des Museums für Naturkunde Berlin (MfN) und des Deutschen Zentrums für Luft- und Raumfahrt (DLR) die „seltene chemische Zusammensetzung vom Typ Aubrit“.

### Ureilite
Die Ureilite (nach Novo Urei, Russland) bestehen überwiegend aus Olivin und Pyroxen. Eine Besonderheit der Ureilite ist eine kohlenstoffreiche, von Adern durchzogene Matrix, welche Graphit, Diamant, Nickel-Eisen und die Zwischenräume ausfüllende Silikate enthalten kann. Chemische und isotopische Untersuchungen der Ureilite führen zu widersprüchlichen Ergebnissen. Eine heterogene Verteilung der Sauerstoffisotope und ein hoher Anteil an Edelgasen in Ureiliten sprechen gegen weitreichende Differenzierung des Ureiliten-Mutterkörpers. Gleichzeitig sind Ureilite aber abgereichert in siderophilen und lithophilen Elementen, was auf die fraktionierte Kristallisation einer basaltischen und einer metallischen Komponente hinweist. Bislang existiert keine allgemein anerkannte Theorie über die Entstehung und den Ursprung dieser Meteoriten.
- 2008 TC3 war der erste Asteroid, für den eine Kollision mit der Erde korrekt vorausgesagt wurde. Die gefundenen Meteoriten tragen die Bezeichnung Almahata Sitta und sind als Ureilite klassifiziert.[11]

### Primitive Achondrite
Acapulcoite (Acapulco, Mexiko), Brachinite (Brachina, Australien), Lodranite (Lodran, Indien), Winonaite (Winona, USA): Diese vier Klassen von Achondriten werden als primitive Achondrite zusammengefasst. Die Differenzierung dieser Meteoriten ist unvollständig, so dass sie ihre primitive (chondritische) Zusammensetzung weitgehend behalten haben. Die den Chondriten typische Struktur ging aber verloren, Chondren wurden weitgehend zerstört.

### Mondmeteorite oder Lunaite, auch LUN-Gruppe
Durch Vergleich mit den vom Mond mitgebrachten Proben kann eindeutig gezeigt werden, dass sie vom Mond stammen müssen. Sie enthalten oft Mondregolith von der Oberfläche des Mondes. Es ist interessant, dass Mondmeteorite auf der Erde erst nach der Mondlandung gefunden wurden, da erst die Analysen von Mondgesteinen einen sicheren Nachweis der Herkunft vom Mond erlaubten. Die ersten Mondmeteorite wurden in der Antarktis gefunden. Der erste nicht-antarktische Mondmeteorit war Calcalong Creek aus Australien, beschrieben 1991. Später wurden weitere unter den tausenden Meteoritenfunden aus Afrika und Oman identifiziert. In dieser Gruppe kann man nach ihrer Herkunft verschiedene Unterklassen unterscheiden, die Anorthositischen Regolith-Hochlandbrekzien, die Fragmentalen Hochlandbrekzien, Impakt-Schmelzbrekzien, Marebasalte und schließlich Maregabbros.